# Searsioides multispinus
Searsioides multispinus is een straalvinnige vissensoort uit de familie van glaskopvissen (Platytroctidae). De wetenschappelijke naam van deze soort werd voor het eerst officieel gepubliceerd in het jaar 1977 door Sazonov.